# Rückstellprobe
Eine Rückstellprobe ist eine für eventuelle spätere Prüfungen oder Messwiederholungen aufbewahrte Probe in der Umweltanalytik, die aus dem erforschten Stoff entnommen wird.

## Lebensmittel
Von Lebensmitteln, die rohe Hühnereizutaten enthielten, anschließend nicht erhitzt wurden und eine Menge von mehr als 30 Portionen überstiegen, musste bis zur Abschaffung der Vorschrift im März 2016 nach § 20a der Tier-LMHV eine Referenzprobe aufbewahrt werden. Seit der Änderung ist eine Probennahme nicht mehr gesetzlich verpflichtend, wird jedoch durch die DIN 10526 und die Leitlinie „Gute Hygienepraxis in sozialen Einrichtungen“ weiterhin zur Absicherung des lebensmittelverarbeitenden Betriebes empfohlen.

## Klärtechnik
In der Eigenüberwachung werden verschiedentlich die Einleiter verpflichtet, fortlaufend Rückstellproben vom Ablauf der Kläranlage zu entnehmen. Dies hat für den Betreiber den Vorteil, die tatsächlich eingeleitete Schadstofffracht besser belegen, und sich vor ungerechtfertigten Anschuldigungen schützen zu können. So schreibt zum Beispiel die Eigenüberwachungsverordnung in Bayern für alle Anlagen ab 20.000 EW die tägliche Entnahme einer Rückstellprobe vor, die mindestens sieben Tage gekühlt aufzubewahren ist.
Ein automatischer Probennehmer entnimmt über 24 Stunden alle zwei Stunden Mischproben mit der gleichen Mengen. Die Proben werden in einem Behälter zu einer 24-Stunden-Probe gemischt. Aus diesem Mischbehälter wird ein Liter in eine Glasflasche gefüllt und verschlossen. Die Probe ist zu kennzeichnen (mit der Bezeichnung der Anlage sowie Entnahmestelle, -datum und -zeit). Anschließend wird die Glasflasche in den Kühlschrank gestellt und dort mindestens sieben Tage (die Aufbewahrungszeit ist in den Bundesländern unterschiedlich festgelegt) bei einer Lagertemperatur von höchstens +5 °C aufbewahrt. Gab es während der festgelegten Aufbewahrungszeit keine Störung oder ungewöhnliche Vorkommnisse im Kläranlagenbetrieb, kann der Inhalt der Flasche entsorgt werden.